# مرد ما در تهران
«مرد ما در تهران» (انگلیسی: Our Man in Tehran) یک فیلم مستند کانادایی است که در سال ۲۰۱۳ منتشر شد. این فیلم به نقش کن تیلور سفیر وقت کانادا در ایران در جریان ماجرای گروگان‌گیری در سفارت ایالات متحده آمریکا و پناه دادن به ۶ نفر از کارکنان سفارت در خانه‌اش در تهران و در نهایت خروج آنها از فرودگاه مهرآباد می‌پردازد. این فیلم را درو تیلور و لری واینستاین کارگردانی کرده‌اند. چندین شخصیت سیاسی، فرهنگی و روزنامه‌نگار در جریان این فیلم مستند خاطرات و نظراتشان را دربارهٔ واقعه‌ای که بعدها به شادی کانادایی معروف شد بیان می‌کنند. برخی معتقدند نقش سفیر کانادا در جریان فرار ۶ نفر از کارکنان سفارت آمریکا در تهران که در فیلم سینمایی آرگو به صورت کمرنگ نمایش داده شده بود در این فیلم مستند، درست و واقعی بیان شده‌است.

فیلم مرد ما در تهران برای اولین بار در جشنواره بین‌المللی فیلم تورنتو ۲۰۱۳ به نمایش درآمد.